# Nobody's Perfect (chanson de Jessie J)
Pour les articles homonymes, voir Nobody's Perfect.
Singles de Jessie J
Price Tag
(2011) Who's Laughing Now
(2011)
Nobody's Perfect est une chanson de la chanteuse Jessie J extraite de son premier album Who You Are. La chanson a été écrite par Jessie J et Claude Kelly et elle est produite par André Brissett. La chanson sort comme troisième single le 20 avril 2011.

## Classement et certifications

### Classement
| Classement (2011)                      | Meilleure position |
| -------------------------------------- | ------------------ |
| Allemagne (Media Control AG)           | 48                 |
| Australie (ARIA)                       | 9                  |
| Autriche (Ö3 Austria Top 40)           | 46                 |
| Belgique (Flandre Ultratop 50 Singles) | 49                 |
| Belgique (Wallonie Ultratip 50)        | 11                 |
| Danemark (Tracklisten)                 | 27                 |
| Irlande (IRMA)                         | 14                 |
| Nouvelle-Zélande (RMNZ)                | 10                 |
| Pays-Bas (Nederlandse Top 40)          | 34                 |
| Royaume-Uni (UK Singles Chart)         | 9                  |

### Certifications
| Pays                     | Certifications |
| ------------------------ | -------------- |
| Australie (ARIA)         | Double platine |
| Nouvelle-Zélande (RIANZ) | Or             |
| Royaume-Uni (BPI)        | Argent         |